# Mari (Chipre)
Mari (en griego: Μαρί; en turco: Tatlısu o Mari) es un pueblo en el Distrito de Lárnaca de Chipre, situado a 5 km al oeste de Zygi. El pueblo estuvo poblado mayoritariamente por turcochipriotas antes de 1974. En turco se le conoce como Tatlısu ("agua dulce").